# Ayn al-Qudat Hamadani
ʿAyn al-Quḍāt al-Hamadānī, (in persiano ابوالمعالی عبدالله بن ابی‌بکر محمد میانجی‎, Abu l-Maʿālī ʿAbd Allāh ibn Abī Bakr Muḥammad Mayānejī) (Hamadan, 1098 – 1131), è stato un poeta, filosofo e mistico persiano, giureconsulto e matematico.

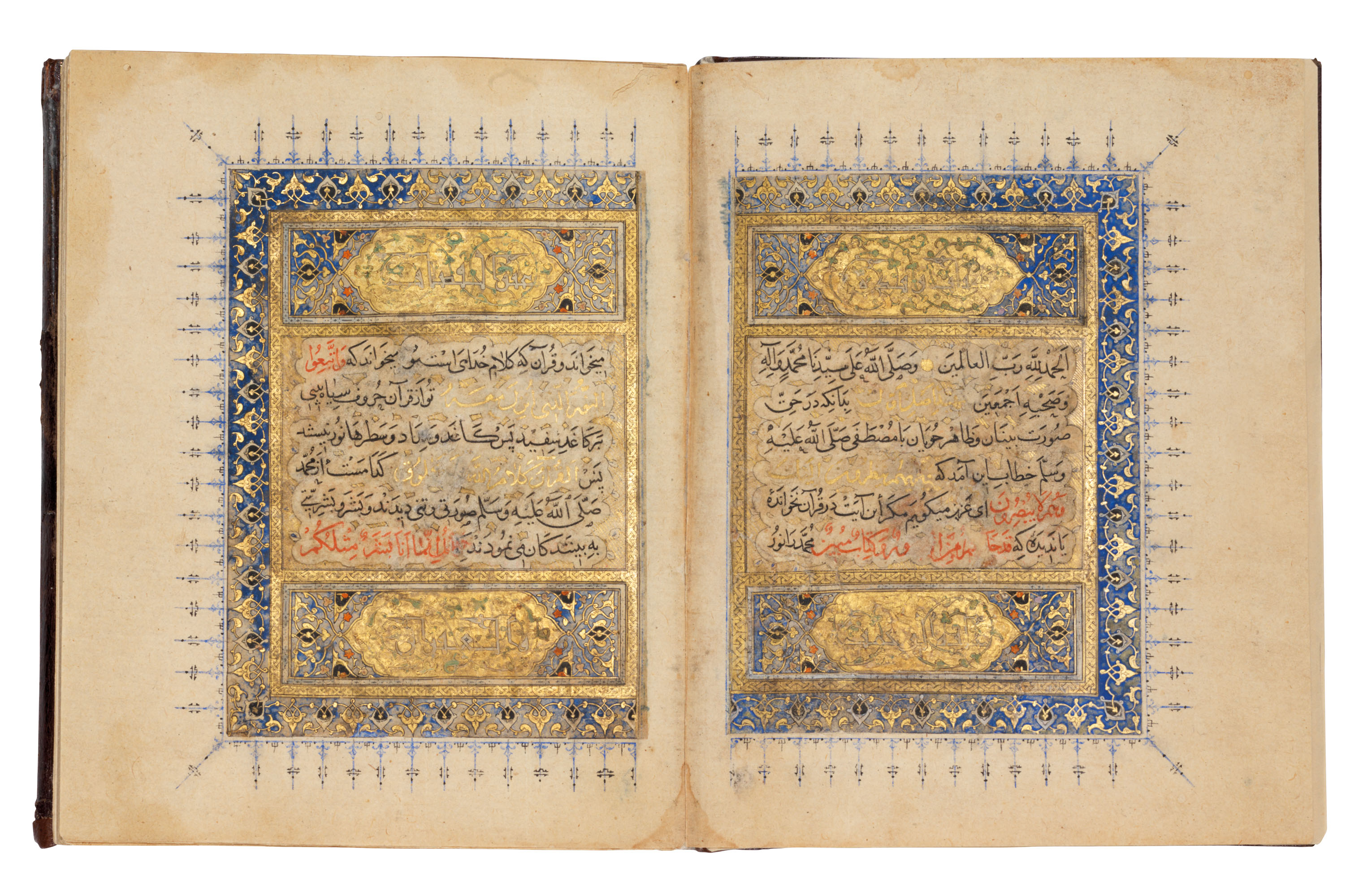
Manoscritto del Tamhidat di Hamadani, copia creata da Abu'l-Makarim ibn 'Ali al-Murshidi in Iran durante il periodo timuride o il periodo Aq Qoyunlu, datato 1461-62

Accusato di eresia, di pretese alla Signoria e di esibizione di miracoli, fu giustiziato la notte del 7 maggio 1131 all'età di 33 anni.
Il nome: Ayn-al-Qużat in arabo significa "la perla dei giudici"; Ayn significa l'occhio, sottintendendo qualcosa di molto prezioso; Qozat è il plurale di Qadi, che significa giudice.

## Biografia
Ayn al-Quzat nacque ad Hamedan e i suoi antenati erano giudici di Hamedan. Il suo nome completo è Abu'l-maʿālī ʿabdallāh Bin Abībakr Mohammad Mayānejī (persiano: ابو المعالی عبدالله بن ابی بکر محمد میانجی). Era un discepolo di Ahmad Ghazali e devoto di Hallaj. Divenne ben presto un famoso studioso e all'età di trent'anni fu scelto per diventare giudice. Insieme ad Abu Hamed Al-Ghazali, è uno dei fondatori del sufismo dottrinale. Secondo alcuni resoconti, fu per breve tempo allievo di Omar Khayyam. Al suo ritorno dal pellegrinaggio, Khayyam probabilmente rimase ad Hamadan per qualche tempo. È possibile che durante il suo soggiorno sia diventato precettore del giovane Ain al-Quzat. Tuttavia, Aminrazavi (2007) ritiene che tra le figure che possono aver studiato con Khayyam Ain al-Quzat sia il meno probabile e che sostenere la loro associazione sia un desiderio da parte di coloro che amano vedere Khayyam come un sufi. A differenza della maggior parte dei sufi che hanno vissuto come membri rispettati e riveriti delle loro comunità, egli cadde in conflitto con i governanti selgiuchidi, fu accusato di eresia e giustiziato, sia per crocifissione che per rogo.
Ayn al-Quzat, Mansur al-Hallaj e Shahab al-Din Suhrawardi sono conosciuti come i tre martiri del sufismo.

## Opere

### Letteratura sufi
Le opere più significative di Ayn al-Qożāt sono Tamhīdāt (تمهیدات; Preludi) e Zubdat al-ḥaqāʾiq fī kašf al-ḵalāʾeq (زبدة الحقائق في کشف الخلائق; L'essenza della verità). Entrambi i libri sono capolavori della letteratura sufi e hanno un significato mistico e filosofico. Ayn al-Qożāt Hamadānī citò alcuni versi apparentemente nel suo dialetto iranico (dove è chiamato fahlavī; bayt-e pahlavī in una variante manoscritta).